# Деревлянська вулиця (Київ)
Деревлянська ву́лиця — вулиця в Шевченківському районі міста Києва, місцевість Лук'янівка. Пролягає від вулиці Герцена до вулиці Ґарета Джонса.
Прилучаються вулиці Юрія Іллєнка і Білоруська.

## Історія
Вулиця виникла в 2-й половині XIX століття як частина Овруцької вулиці. У 1-й половині — середині XX століття мала назву Новоовруцька. З 1963 року — вулиця Якіра, на честь радянського військового діяча Йони Якіра.
У грудні 2010 року комісія з найменувань та пам'ятних знаків Київської міської державної адміністрації запропонувала Київраді перейменувати вулицю Якіра на честь Івана Огієнка. У 2015—2016 роках комісія з питань найменувань при Київському міському голові запропонувала надати вулиці назву Древлянська (Деревлянська).
Сучасна назва — з 2016 року на честь плем'я Деревлян. Відомо, що у другій половині XIX століття на перетині Дегтярівської та Деревлянської вулиць існувала Деревлянська площа.

## Зображення

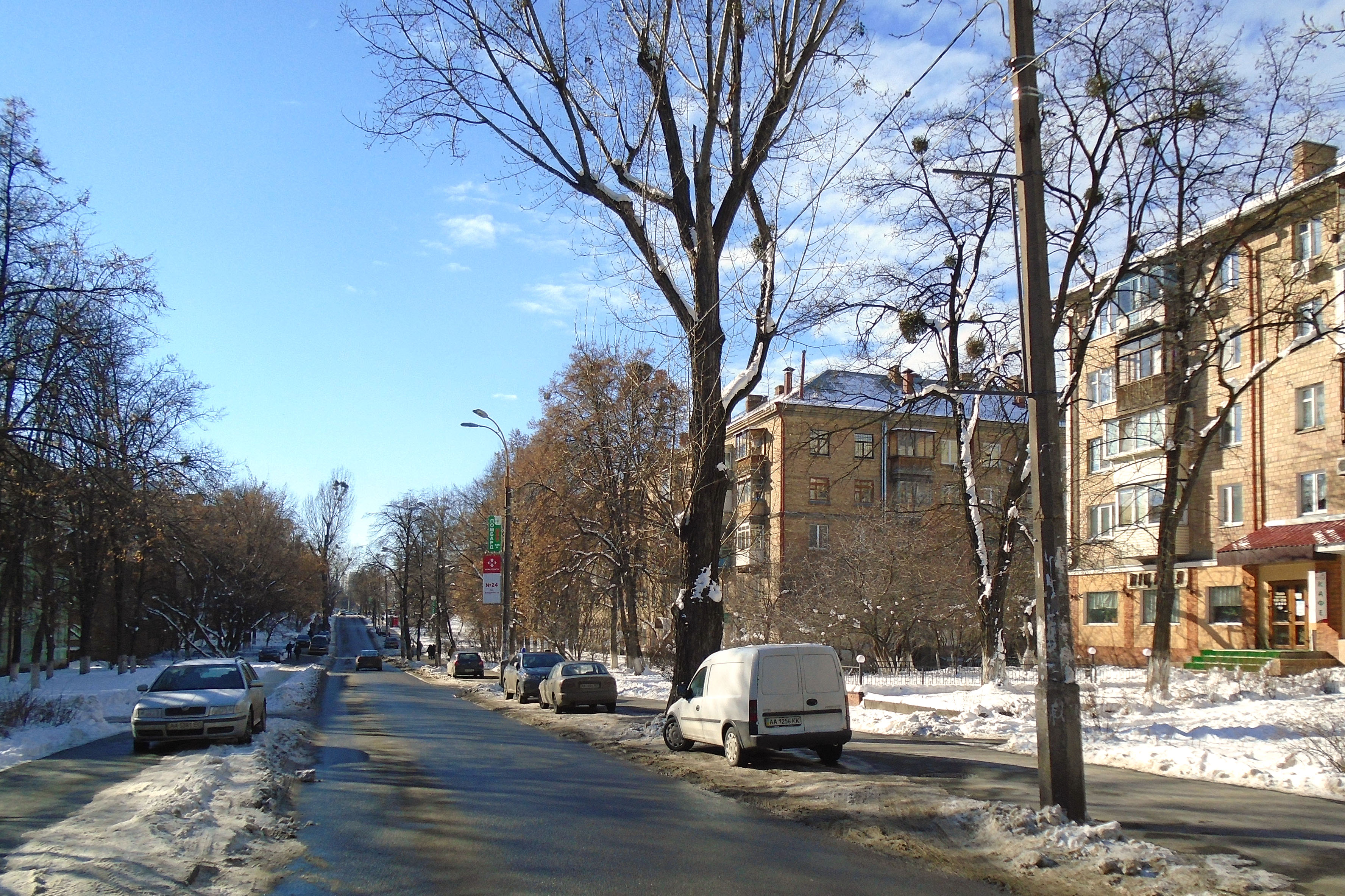

## Забудова
У житловому фонді вулиці переважає забудова 1950-х–60-х років («сталінки», п'ятиповерхові цегляні «хрущовки»). Єдиною старовинною будівлею є будинок № 13 — колишня будівля притулку для дітей-сиріт солдат царської армії. Будівництво притулку, який отримав назву «Олександрівський», на честь імператора Олександра III, почалося 25 липня 1899 року. Автором проекту був архітектор Володимир Ніколаєв, фінансував будівництво меценат С. Порохненків. Освячення будівлі відбулося 5 листопада 1900 року. 1926 року притулок було перетворено на Дитячий будинок № 47, пізніше будинок передали Київському вищому інженерно-радіотехнічному училищу. 2003 року будинок перейшов у власність Ордену домініканців, які відкрили тут Інститут релігійних наук святого Томи Аквінського.